# Lactucinae
Lactucinae Cass. ex Dumort., 1827 è una sottotribù di piante angiosperme dicotiledoni della famiglia delle Asteraceae.

## Etimologia
Il nome dei questa sottotribù deriva dal suo genere più importante (Lactuca) il cui nome deriva a sua volta dall'abbondanza di sacchi latticinosi contenuti in queste piante (una linfa lattea nel gambo e nelle radici).

Il nome scientifico è stato definito per la prima volta dai botanici Barthélemy Charles Joseph Dumortier (Tournai, 3 aprile 1797 – 9 giugno 1878), botanico, naturalista e politico belga e Alexandre Henri Gabriel de Cassini (1781 – 1832), botanico e naturalista francese, nella pubblicazione "Florula belgica, opera majoris prodromus. - 59.1827" del 1827.

## Descrizione

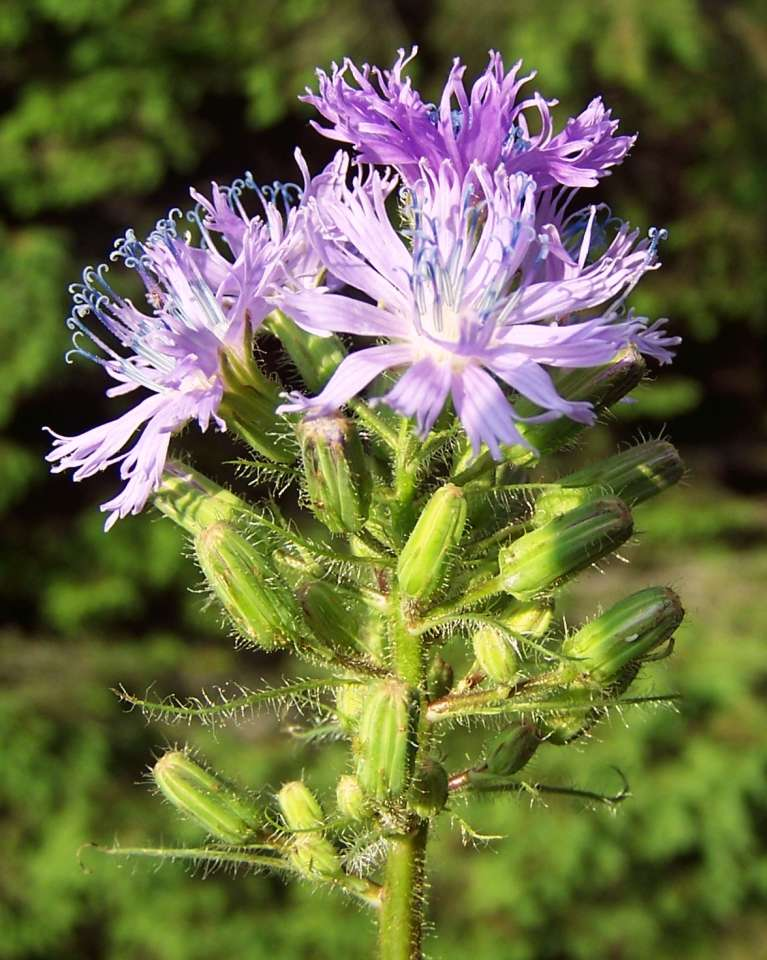
Il portamento
Cicerbita alpina

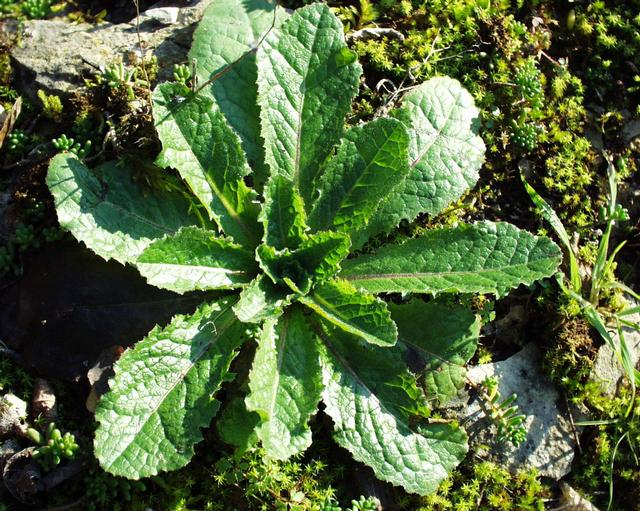
Le foglie
Lactuca_virosa

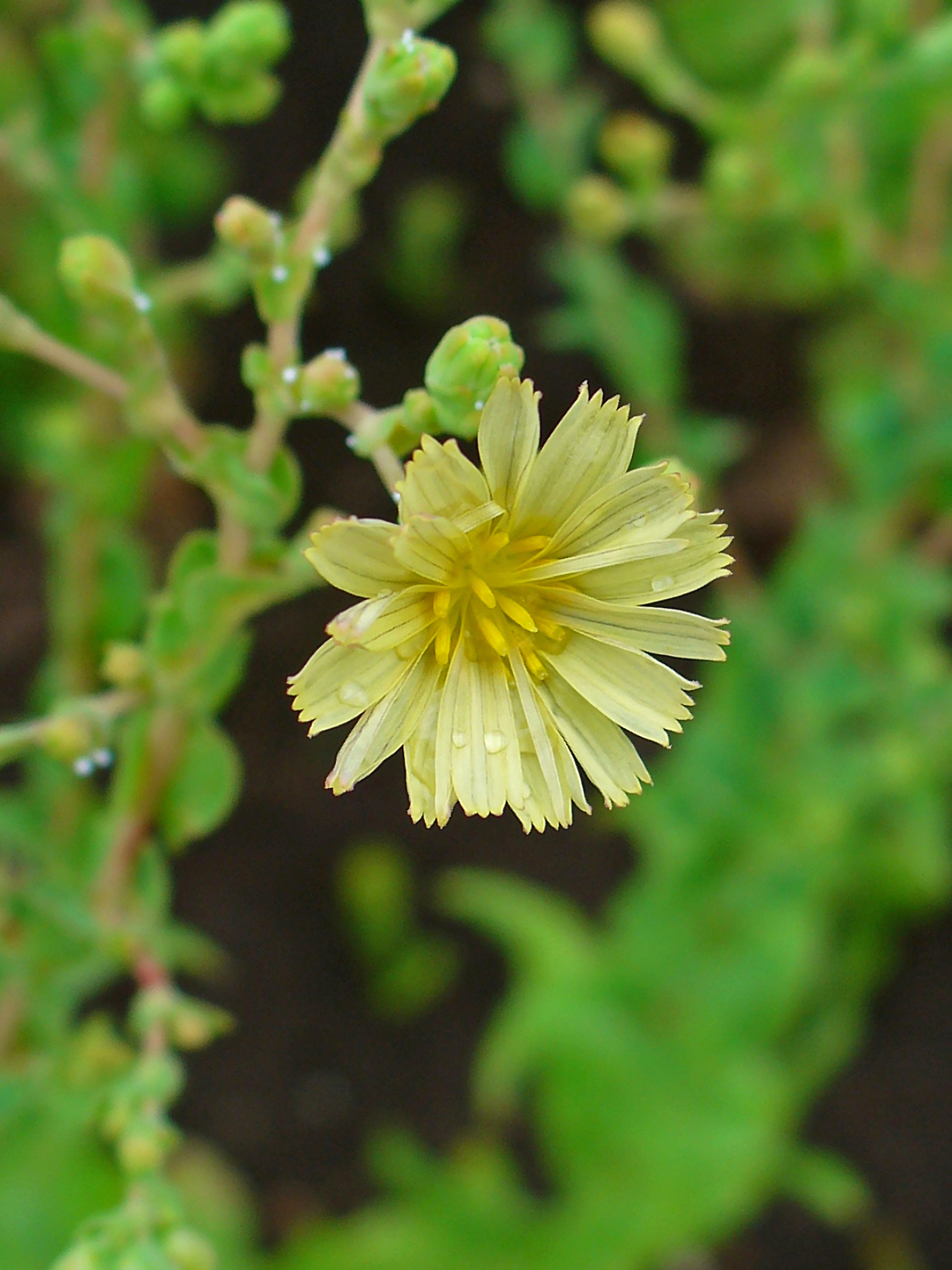
Infiorescenza
Lactuca_sativa

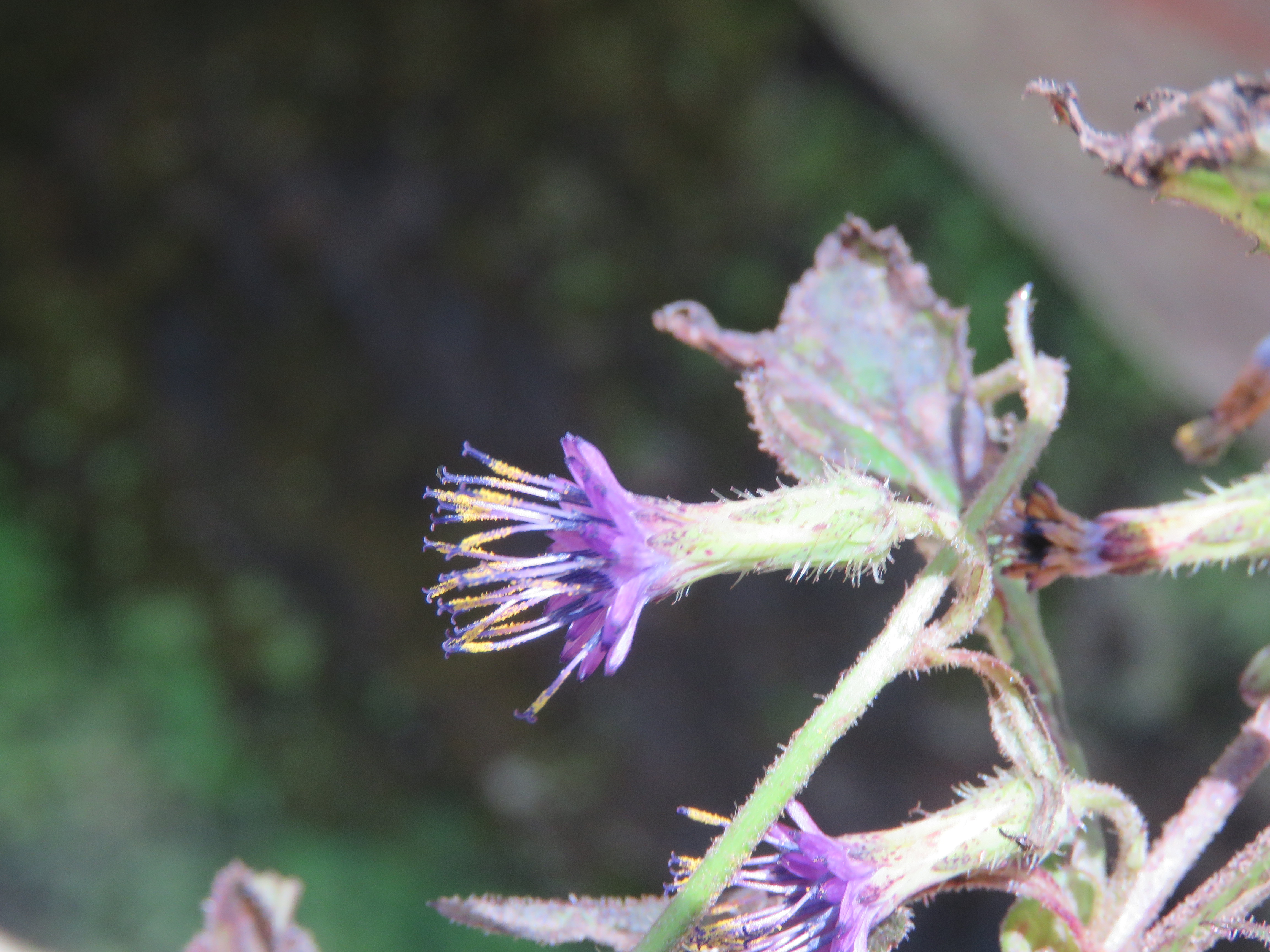
I fiori
Melanoseris cyanea

Habitus. Queste piante sono caratterizzate da specie con cicli biologici perenni e portamenti vari (erbaceo, rosulato, acaulescente o subarbustivo) con habitat in prevalenza montani. Negli organi interni sono presenti dei canali laticiferi.
Fusti. I fusti sono eretti e ascendenti; in alcune specie nella parte apicale sono presenti delle ghiandole (Cicerbita). Nel genere Lactuca i fusti sono abbondantemente fogliosi.
Foglie. Le foglie normalmente sono profondamente divise; in altre specie sono intere ma dentate (Lactuca sativa) o sagittate (Lactuca saligna). Lungo il fusto le foglie sono disposte in modo alterno.
Infiorescenze. Le infiorescenze sono composte da capolini snelli con pochi fiori. I capolini, solamente di tipo ligulifloro, sono formati da un involucro da cilindrico a campanulato composto da diverse brattee (o squame) all'interno delle quali un ricettacolo fa da base ai fiori ligulati. L'involucro è ricoperto da squame disposte su due serie regolarmente spiralate e scalate. Il ricettacolo è nudo (senza pagliette).
Fiori. I fiori, tutti ligulati, sono tetra-ciclici (ossia sono presenti 4 verticilli: calice – corolla – androceo – gineceo) e pentameri (ogni verticillo ha in genere 5 elementi). I fiori sono inoltre ermafroditi e zigomorfi.
- Formula fiorale:

*/x K {\displaystyle \infty }, [C (5), A (5)], G 2 (infero), achenio
- Calice: i sepali del calice sono ridotti ad una coroncina di squame.
- Corolla: le corolle sono formate da una ligula terminante con 5 denti; il colore è giallo, violetto o azzurro.
- Androceo: gli stami sono 5 con filamenti liberi e distinti, mentre le antere sono saldate in un manicotto (o tubo) circondante lo stilo.[12] Le antere alla base sono acute.  Il polline è tricolporato.[13]
- Gineceo: lo stilo è filiforme, mentre gli stigmi dello stilo sono due divergenti e ricurvi. L'ovario è infero uniloculare formato da 2 carpelli. Gli stigmi sono filiformi e pelosi sul lato inferiore con superficie stigmatica interna[7].

Frutti. I frutti sono degli acheni compressi e costati con pappo peloso (peli semplici quasi setolosi e tutti uguali disposti in due ranghi); in alcune specie alla sommità dell'achenio è presente un becco. Il carpoforo è a forma d'imbuto.

## Biologia
- Impollinazione: l'impollinazione avviene tramite insetti (impollinazione entomogama tramite farfalle diurne e notturne).
- Riproduzione: la fecondazione avviene fondamentalmente tramite l'impollinazione dei fiori (vedi sopra).
- Dispersione: i semi (gli acheni) cadendo a terra sono successivamente dispersi soprattutto da insetti tipo formiche (disseminazione mirmecoria). In questo tipo di piante avviene anche un altro tipo di dispersione: zoocoria. Infatti gli uncini delle brattee dell'involucro si agganciano ai peli degli animali di passaggio disperdendo così anche su lunghe distanze i semi della pianta.

## Distribuzione e habitat
Le specie di questa sottotribù sono distribuite in Europa, Africa, Asia e Nord America. In Italia sono presenti due generi: Cicerbita e Lactuca.

## Tassonomia
La famiglia di appartenenza di questa voce (Asteraceae o Compositae, nomen conservandum) probabilmente originaria del Sud America, è la più numerosa del mondo vegetale, comprende oltre 23.000 specie distribuite su 1.535 generi, oppure 22.750 specie e 1.530 generi secondo altre fonti (una delle checklist più aggiornata elenca fino a 1.679 generi). La famiglia attualmente (2021) è divisa in 16 sottofamiglie.

### Panorama storico
Le Lctucinae, gruppo ideato nel 1827 da Barthélemy Charles Joseph Dumortier, è stato segregato definitivamente nel 1994 da Bremer, con la suddivisione del raggruppamento delle Crepidinae sensu lato nelle sottotribù Crepidinae stricto sensu, Sonchinae e Lactucinae, Le Lactucine hanno avuto in passato confini più ampi di quelli in seguito riconosciuti. La revisione delle Cichorieae effettuata da Lack (2007) conferma sostanzialmente la classificazione di Bremer, con modifiche limitate ad una più ampia circoscrizione del genere Lactuca, basata sui lavori di Koopman (1998).
Le Lactucinae come circoscritte da Bremer (1994) e Lack (2007) sono risultate, alla luce di alcuni studi filogenetici, un raggruppamento polifiletico. Sulla base di tali evidenze, alcuni generi originariamente inclusi nel raggruppamento sono stati assegnati ad altre sottotribù: tra questi i generi Faberia, Nabalus e  Syncalathium, trasferiti alle Crepidinae, e l'enigmatico genere Prenanthes, collocato, pur con qualche incertezza, tra le Hypochaeridinae.
Dopo i trasferimenti indicati sopra (e la recente ristrutturazione - vedi il paragrafo "Filogenesi") la sottotribù delle Lactucinae nell'ambito della tribù delle Cichorieae è risultato far parte di un clade bene definito (e quindi monofiletico) insieme alle seguenti altre sottotribù: Crepidinae, Chondrillinae, Hypochaeridinae e Hyoseridinae.

### Filogenesi
La sottotribù Lactucinae è descritta all'interno della tribù Cichorieae (unica tribù della sottofamiglia Cichorioideae). In base ai dati filogenetici la sottofamiglia Cichorioideae è il terz'ultimo gruppo che si è separato dal nucleo delle Asteraceae (gli ultimi due sono Corymbioideae e Asteroideae). La sottotribù Lactucinae fa parte del "quarto" clade della tribù; in questo clade è in posizione "basale" vicina alla sottotribù Hyoseridinae.
I caratteri più distintivi per questa sottotribù sono:
- gli acheni spesso sono compressi con una quindicina di costolature;
- alla base gli acheni sono inseriti in un piccolo e liscio anello (carpoforo);
- il pappo ha una struttura omogenea;
- l'origine delle specie è prevalentemente del Vecchio Mondo (Mediterraneo e Himalaya).

La struttura filogenetica della sottotribù è ancora in fase di studio e completamento. Provvisoriamente è stata suddivisa in 10 lignaggi qui di seguito descritti.
Lignaggi  basali
- Prenanthes lineage: gli ultimi studi hanno rivisto completamente la posizione di questo genere proponendone la riduzione (in via provvisoria) ad una sola specie (P. purpurea). Da questi studi risulta inoltre che il lignaggio Prenanthes è stato il primo, nell'ambito della sottotribù, a diversificarsi e a formare quindi una propria linea isolata di Lactucinae che viene risolta come sorella degli altri lignaggi delle Lactucinae posizionandola alla base della sottotribù.

Lignaggi centrali (primo gruppo politomico):
- Faberia lineage: questo lignaggio forma un clade ben supportato e nelle analisi di tipo filogenetico del DNA nucleare il genere Faberia risulta posizionato su un ramo molto basale nella sottotribù Lactucinae (tra il genere Prenanthes e il genere Cicerbita, in posizione politomica con il resto della sottotribù). Faberia è suddiviso in quattro subcladi ben supportati.
- Astartoseris lineage: da un punto di vista filogenetico questo lignaggio si trova in posizione politomica con il "Faberia lineage" e il resto della sottotribù. Da un punto di vista morfologico, è in una posizione più "basale" ed ha dei caratteri intermedi tra Lactucinae e Crepidinae.

Lignaggi "fratelli" del core:
- Cicerbita lineage:  il "Cicerbita lineage" consistente in due cladi fratelli; insieme formano un gruppo monofiletico posizionato tra il genere Faberia e il "core" delle Lactucinae.
- Kovalevskiella lineage: nell'ambito della sottotribù, da un punto di vista filogenetico, il genere Kovalevskiella si è evoluto subito dopo il gruppo di "Cicerbita lineage" e prima del genere Notoseris (alcune analisi filogeneiche basate sul DNA del plastidio tuttavia posizionano il genere di questa voce dopo - e quindi più recente - del "Notoseris lineage").

Lignaggi del core (secondo gruppo politomico):
- Notoseris lineage:  il "Notoseris lineage" è caratterizzato quasi totalmente da specie endemiche della Cina. Questo clade è molto vicino al "Paraprenanthes lineage" e insieme ai lignaggi Lactuca e Melanoseris occupa, nella filogenesi della sottotribù, una posizione politomica (questa politomia rappresenta il "core" della sottotribù). La filogenesi del genere è incerta in quanto in alcune analisi molecolari diverse specie di Paraprenanthes risultano nidificate all'interno del genere; mentre in un recentissimo studio (2021)
- Lihengia lignage: anche se in precedenza le due specie del genere Lihengia erano collocate nel genere Dubyaea DC. della sottotribù Crepidinae, ora, con gli ultimi studi questo lignaggio è risultato appartenente alle Lactucinae vicino al genere Notoseris.
- Paraprenanthes lineage: questo gruppo è caratterizzato quasi totalmente da specie endemiche della Cina ed è molto vicino al "Notoseris lineage" e insieme ai lignaggi Lactuca e Melanoseris occupa, nella filogenesi della sottotribù, una posizione politomica (questa politomia rappresenta il "core" della sottotribù).
- Melanoseris lineage: questo lignaggio è politomico con Lactuca - Notoseris - Paraprenanthes ed è suddiviso in tre cladi principali: clade dell'Africa tropicale - clade delle catene montuose del sud-ovest dell'Asia centrale -  clade sino-himalayano del sud-est asiatico.
- Lactuca lineage: questo lignaggio è politomico con Melanoseris - Notoseris - Paraprenanthes. Il "lignaggio Lactuca" è composto da nove subcladi terminali ben supportati, che si raggruppano in tre cladi principali.

Il seguente cladogramma, tratto dallo studio citato e semplificato, mostra l'attuale conoscenza filogenetica della sottotribù.
|  | Lactuca lineage                                                        |
|  |                                                                        |
|  | Melanoseris lineage                                                    |
|  |                                                                        |
|  | Paraprenanthes lineage                                                 |
|  |                                                                        |
|  | \| \| Notoseris lineage \| \| \| \| \| \| Lihengia lignage \| \| \| \| |
|  |                                                                        |
|  | Notoseris lineage                                                      |
|  |                                                                        |
|  | Lihengia lignage                                                       |
|  |                                                                        |

|  | Notoseris lineage |
|  |                   |
|  | Lihengia lignage  |
|  |                   |

|  | Lactuca lineage                                                        |
|  |                                                                        |
|  | Melanoseris lineage                                                    |
|  |                                                                        |
|  | Paraprenanthes lineage                                                 |
|  |                                                                        |
|  | \| \| Notoseris lineage \| \| \| \| \| \| Lihengia lignage \| \| \| \| |
|  |                                                                        |
|  | Notoseris lineage                                                      |
|  |                                                                        |
|  | Lihengia lignage                                                       |
|  |                                                                        |

|  | Notoseris lineage |
|  |                   |
|  | Lihengia lignage  |
|  |                   |

|  | Lactuca lineage                                                        |
|  |                                                                        |
|  | Melanoseris lineage                                                    |
|  |                                                                        |
|  | Paraprenanthes lineage                                                 |
|  |                                                                        |
|  | \| \| Notoseris lineage \| \| \| \| \| \| Lihengia lignage \| \| \| \| |
|  |                                                                        |
|  | Notoseris lineage                                                      |
|  |                                                                        |
|  | Lihengia lignage                                                       |
|  |                                                                        |

|  | Notoseris lineage |
|  |                   |
|  | Lihengia lignage  |
|  |                   |

|  | Lactuca lineage                                                        |
|  |                                                                        |
|  | Melanoseris lineage                                                    |
|  |                                                                        |
|  | Paraprenanthes lineage                                                 |
|  |                                                                        |
|  | \| \| Notoseris lineage \| \| \| \| \| \| Lihengia lignage \| \| \| \| |
|  |                                                                        |
|  | Notoseris lineage                                                      |
|  |                                                                        |
|  | Lihengia lignage                                                       |
|  |                                                                        |

|  | Notoseris lineage |
|  |                   |
|  | Lihengia lignage  |
|  |                   |

|  | Lactuca lineage                                                        |
|  |                                                                        |
|  | Melanoseris lineage                                                    |
|  |                                                                        |
|  | Paraprenanthes lineage                                                 |
|  |                                                                        |
|  | \| \| Notoseris lineage \| \| \| \| \| \| Lihengia lignage \| \| \| \| |
|  |                                                                        |
|  | Notoseris lineage                                                      |
|  |                                                                        |
|  | Lihengia lignage                                                       |
|  |                                                                        |

|  | Notoseris lineage |
|  |                   |
|  | Lihengia lignage  |
|  |                   |

|  | Lactuca lineage                                                        |
|  |                                                                        |
|  | Melanoseris lineage                                                    |
|  |                                                                        |
|  | Paraprenanthes lineage                                                 |
|  |                                                                        |
|  | \| \| Notoseris lineage \| \| \| \| \| \| Lihengia lignage \| \| \| \| |
|  |                                                                        |
|  | Notoseris lineage                                                      |
|  |                                                                        |
|  | Lihengia lignage                                                       |
|  |                                                                        |

|  | Notoseris lineage |
|  |                   |
|  | Lihengia lignage  |
|  |                   |

|  | Lactuca lineage                                                        |
|  |                                                                        |
|  | Melanoseris lineage                                                    |
|  |                                                                        |
|  | Paraprenanthes lineage                                                 |
|  |                                                                        |
|  | \| \| Notoseris lineage \| \| \| \| \| \| Lihengia lignage \| \| \| \| |
|  |                                                                        |
|  | Notoseris lineage                                                      |
|  |                                                                        |
|  | Lihengia lignage                                                       |
|  |                                                                        |

|  | Notoseris lineage |
|  |                   |
|  | Lihengia lignage  |
|  |                   |

|  | Lactuca lineage                                                        |
|  |                                                                        |
|  | Melanoseris lineage                                                    |
|  |                                                                        |
|  | Paraprenanthes lineage                                                 |
|  |                                                                        |
|  | \| \| Notoseris lineage \| \| \| \| \| \| Lihengia lignage \| \| \| \| |
|  |                                                                        |
|  | Notoseris lineage                                                      |
|  |                                                                        |
|  | Lihengia lignage                                                       |
|  |                                                                        |

|  | Notoseris lineage |
|  |                   |
|  | Lihengia lignage  |
|  |                   |

|  | Lactuca lineage                                                        |
|  |                                                                        |
|  | Melanoseris lineage                                                    |
|  |                                                                        |
|  | Paraprenanthes lineage                                                 |
|  |                                                                        |
|  | \| \| Notoseris lineage \| \| \| \| \| \| Lihengia lignage \| \| \| \| |
|  |                                                                        |
|  | Notoseris lineage                                                      |
|  |                                                                        |
|  | Lihengia lignage                                                       |
|  |                                                                        |

|  | Notoseris lineage |
|  |                   |
|  | Lihengia lignage  |
|  |                   |

|  | Lactuca lineage                                                        |
|  |                                                                        |
|  | Melanoseris lineage                                                    |
|  |                                                                        |
|  | Paraprenanthes lineage                                                 |
|  |                                                                        |
|  | \| \| Notoseris lineage \| \| \| \| \| \| Lihengia lignage \| \| \| \| |
|  |                                                                        |
|  | Notoseris lineage                                                      |
|  |                                                                        |
|  | Lihengia lignage                                                       |
|  |                                                                        |

|  | Notoseris lineage |
|  |                   |
|  | Lihengia lignage  |
|  |                   |

|  | Lactuca lineage                                                        |
|  |                                                                        |
|  | Melanoseris lineage                                                    |
|  |                                                                        |
|  | Paraprenanthes lineage                                                 |
|  |                                                                        |
|  | \| \| Notoseris lineage \| \| \| \| \| \| Lihengia lignage \| \| \| \| |
|  |                                                                        |
|  | Notoseris lineage                                                      |
|  |                                                                        |
|  | Lihengia lignage                                                       |
|  |                                                                        |

|  | Notoseris lineage |
|  |                   |
|  | Lihengia lignage  |
|  |                   |

|  | Lactuca lineage                                                        |
|  |                                                                        |
|  | Melanoseris lineage                                                    |
|  |                                                                        |
|  | Paraprenanthes lineage                                                 |
|  |                                                                        |
|  | \| \| Notoseris lineage \| \| \| \| \| \| Lihengia lignage \| \| \| \| |
|  |                                                                        |
|  | Notoseris lineage                                                      |
|  |                                                                        |
|  | Lihengia lignage                                                       |
|  |                                                                        |

|  | Notoseris lineage |
|  |                   |
|  | Lihengia lignage  |
|  |                   |

|  | Lactuca lineage                                                        |
|  |                                                                        |
|  | Melanoseris lineage                                                    |
|  |                                                                        |
|  | Paraprenanthes lineage                                                 |
|  |                                                                        |
|  | \| \| Notoseris lineage \| \| \| \| \| \| Lihengia lignage \| \| \| \| |
|  |                                                                        |
|  | Notoseris lineage                                                      |
|  |                                                                        |
|  | Lihengia lignage                                                       |
|  |                                                                        |

|  | Notoseris lineage |
|  |                   |
|  | Lihengia lignage  |
|  |                   |

|  | Lactuca lineage                                                        |
|  |                                                                        |
|  | Melanoseris lineage                                                    |
|  |                                                                        |
|  | Paraprenanthes lineage                                                 |
|  |                                                                        |
|  | \| \| Notoseris lineage \| \| \| \| \| \| Lihengia lignage \| \| \| \| |
|  |                                                                        |
|  | Notoseris lineage                                                      |
|  |                                                                        |
|  | Lihengia lignage                                                       |
|  |                                                                        |

|  | Notoseris lineage |
|  |                   |
|  | Lihengia lignage  |
|  |                   |

|  | Lactuca lineage                                                        |
|  |                                                                        |
|  | Melanoseris lineage                                                    |
|  |                                                                        |
|  | Paraprenanthes lineage                                                 |
|  |                                                                        |
|  | \| \| Notoseris lineage \| \| \| \| \| \| Lihengia lignage \| \| \| \| |
|  |                                                                        |
|  | Notoseris lineage                                                      |
|  |                                                                        |
|  | Lihengia lignage                                                       |
|  |                                                                        |

|  | Notoseris lineage |
|  |                   |
|  | Lihengia lignage  |
|  |                   |

|  | Lactuca lineage                                                        |
|  |                                                                        |
|  | Melanoseris lineage                                                    |
|  |                                                                        |
|  | Paraprenanthes lineage                                                 |
|  |                                                                        |
|  | \| \| Notoseris lineage \| \| \| \| \| \| Lihengia lignage \| \| \| \| |
|  |                                                                        |
|  | Notoseris lineage                                                      |
|  |                                                                        |
|  | Lihengia lignage                                                       |
|  |                                                                        |

|  | Notoseris lineage |
|  |                   |
|  | Lihengia lignage  |
|  |                   |

### Elenco dei generi
La sottotribù Lactucinae comprende 10 generi e 205 specie (il numero delle specie e la circoscrizione della sottotribù tiene conto degli ultimi studi e ricerche):
| Genere                                                                | N. specie                                                                                             | Distribuzione | Caratteri principali | Numeri cromosomici                                       | Età del clade (milioni di anni fa) |
| --------------------------------------------------------------------- | --- | --- | --- | -------------------------------------------------------- | ---------------------------------- |
| Astartoseris N.Kilian, Hand, Handjik., Christodoulou & Bou Dagh, 2017 | Una specie: Astartoseris triquetra (Labill.) N.Kilian, Hand, Handjik., Christodoulou & Bou Dagh, 2017 | Endemismo dell'isola di Cipro e del territorio del Libano. | Gli steli hanno una sezione triangolare. - I fiori per capolino sono 5. - Gli acheni possiedono fino a 35 costolature longitudinali. | 2n = 18 (diploide)                                       | 15 - 11                            |
| Cicerbita Wallr., 1822                                                | 10 | Eurasia | Il portamento è erbaceo perenne. - L'habitat è relativo ad ambienti umidi da montani a subalpini. - Gli acheni sono privi di becco oppure no. - Gli acheni hanno 12 - 18 coste. - L'origine del lignaggio e delle regioni del sud est asiatico-europeo.                                                   | 2n = 16 e 18 (diploide)                                  | 8,7 - 5                            |
| Faberia Hemsl. ex F.B.Forbes & Hemsl., 1888                           | 10 | Cina sud-occidentale, Tibet e del Myanmar; una rappresentanza si trova in Afghanistan.                                                                           | Il portamento è prevalentemente rosulato. - I fiori per capolino sono da 5 a 30. - Gli acheni hanno alcune coste (5 principali e 1 o 2 coste più strette nel mezzo delle prime). | 2n = 34                                                  | 13,7 - 8,5                         |
| Kovalevskiella Kamelin, 1993                                          | 10 | Asia centrale con habitat relativo a boschi aperti, boschi di latifoglie e prati endemici delle catene montuose dal Pamir all'Altaj e del Tian Shan occidentale. | L'habitat prevalente è montano. - Gli steli sono ricoperti da peli bianchi, rigidi e parzialmente ghiandolari. - Sono presenti delle brattee avvolgenti il capolino. - In alcune specie il pappo è bianco come la neve.                                                                                   | 2n = 16                                                  | 5,2 - 2,8                          |
| Lactuca L., 1753                                                      | 64 | Eurasia, Nuova Guinea, Nord America, Messico e Africa | Il portamento delle specie è perenne rizomatoso. - Gli acheni hanno un visibile becco apicale (il becco è diverso per colori e superficie dal resto dell'achenio). - Gli acheni hanno 12 costole ineguali. - Gli acheni sono più o meno fortemente compressi con i margini delle costole spesso gonfiate. | Da 2n = 12 a 2n = 34 (diploide, triploide e tetraploide) | 19 - 11                            |
| Lihengia Y. S. Chen & R. Ke, 2021                                     | 2 | Le due specie di questo genere sono limitate ai prati alpini nella regione tra l'Himalaya orientale e i monti Hengduan.                                          | Il portamento è acaulescente con habitat in prevalenza montani. - Le foglie sono tutte basali e rosulate. - L'apice dell'achenio è troncato. | 2n = 18 (diploide)                                       |                                    |
| Melanoseris Joseph Decaisne, 1844                                     | 82 | L'areale di questo genere è ampio e comprende le zone montane sino-himalayane, il sud-est asiatico con Sumatra e Giava e l'Africa tropicale.                     | L'habitus varia da piante rosulate o rampicanti ad alte ed erette. - I fiori per capolino variano da 3 a 40. - Gli acheni si presentano da troncati a lungamente rostrati. | 2n = 16 e 2n = 18 (diploide e raramente tetraploide)     | 9 - 6,4                            |
| Notoseris C. Shih, 1987                                               | 9 | Asia (parte orientale) e Malaysia | I fiori per capolino sono al massimo una decina. - Le brattee dell'involucro sono colorate di porpora- rosso violaceo. - L'achenio è privo di becco. - Il pappo è privo della fila esterna di minuscoli peli. - L'achenio è un cilindro compresso con diverse coste (fino a 10).                          | 2n = 18                                                  | 6,3                                |
| Paraprenanthes Chang ex C.Shih, 1988                                  | 16 | Le specie di questo gruppo si trovano in Indocina, Cina e Giappone.                                                                                              | Alcune erbe sono aromatiche. - L'achenio è un cilindro poco (o nulla) compresso con alcune strette coste tutte uguali. | 2n = 18                                                  | 6,3                                |
| Prenanthes L. 1753                                                    | Una specie: Prenanthes purpurea L., 1753                                                              | La distribuzione di questo genere è eurasiatica e in parte Africa del sud e Africa tropicale.                                                                    | I fiori sono nutanti. - Gli acheni non sono (o sono poco) compressi. - Le coste degli acheni sono 4 - 5. | 2n = 18 (diploidia e tetraploide)                        | 17 - 16                            |

Per le Lactucinae alcune delle principali sinapomorfie sono la presenza esclusiva dei fiori ligulati e abbondante latice lattescente.

### Flora spontanea italiana
Nella flora spontanea italiana, di questa sottotribù, sono presenti le seguenti specie:
Cicerbita:
- Cicerbita alpina Wallr. - Cicerbita violetta.
- Cicerbita muralis (L.) Wallr. - Lattuga dei boschi.

Lactua:
- Lactuca longidentata DC. - Lattuga del Montalbo.
- Lactuca viminea (L.) Presl. - Lattuga alata.
- Lactuca quercina L. - Lattuga saettona.
- Lactuca virosa L. - Lattuga velenosa.
- Lactuca saligna L. - Lattuga salcigna.
- Lactuca sativa L. - Lattuga coltivata.
- Lactuca serriola L. - Lattuga selvatica.
- Lactuca perennis L. - Lattuga rupestre.
- Lactuca tenerrima Pourret - Lattuga occidentale.
- Lactuca plumieri (L.) Gren. et Godt. - Cicerbita di Plumier.

Prenanthes:
- Prenanthes purpurea L., 1753 - Lattuga montana.